# Departamento de Haut-Nkam
Haut-Nkam es un departamento de la región Oeste de Camerún. En noviembre de 2005 tenía una población censada de 144 786 habitantes.
Está formado por los siguientes municipios:
- Bafang 29,821
- Bakou 5,255
- Bana 10,254
- Bandja 30,931
- Banka 25,290
- Banwa 11,693
- Kékem 31,542